# Cyathea jamaicensis
Cyathea jamaicensis är en ormbunkeart som beskrevs av Jenm. Cyathea jamaicensis ingår i släktet Cyathea och familjen Cyatheaceae. Inga underarter finns listade.